# Amalfi (obra de teatro)
Amalfi es una obra de teatro escrita por el dramaturgo Enrique Papatino. Su estreno se produjo en el  Teatro del Abasto de la Ciudad de Buenos Aires en el año 2010. 
Luego la obra se ha estrenado en numerosas versiones a lo largo del territorio argentino.

## Argumento
Narra la historia de un hombre que vuelve de la guerra luego de cinco años de ausencia, en los que se lo ha declarado muerto, y encuentra que su mujer ha rehecho su vida, aunque de modo poco ortodoxo. 

## Título de la obra
Durante el texto existen referencias a Amalfi como un lugar de ensueño, la topografía perfecta de un pasado al que no se puede volver. Aunque el nombre alude a la costa italiana, no existen referencias precisas. El campo imaginario del texto apela a muchas alusiones nostálgicas oriundas de diferentes imágenes. En declaraciones al matutino Página 12, el autor declara que:

Mi forma de entender la dramaturgia fue cambiando porque me despojé de la presión de escribir “bien”… Mis personajes hacen comprensible todo lo que ocurre, aunque hay algunos elementos que siempre quedan oscuros, incluso para mí mismo… Las imágenes están muy por encima de quien escribe, para abordar una imagen se requiere una gran concentración y abstenerse casi de utilizar el pensamiento racional, la imagen es un punto de partida, uno la hace suya por sobre toda explicación; luego vienen las operaciones de la escritura y las audacias constructivas… En el caso de Amalfi, la Guerra como primera imagen estaba atravesada por el humor, razón por la cual, en un marco de aparente amabilidad, aparece lo terrible, algo que el espectador, relajado como está, no espera de ningún modo. Amalfi es un punto de fuga, un lugar metafórico donde se fue feliz y a donde se quisiera volver… Elegí ese nombre porque es un nombre posible para el paraíso.

## Premios
Amalfi es la obra más conocida de su autor, y la que más premios ha obtenido. Los más importantes son:
- Primer Premio de Teatro de la Ciudad de Buenos Aires
- Segundo Premio del Instituto Nacional del Teatro,
- Premio Teatro XXI - Vigésimo Aniversario de GETEA.